# Thomas Reis (Fußballspieler)
Thomas Reis (* 4. Oktober 1973 in Wertheim) ist ein deutscher Fußballtrainer und ehemaliger -spieler.

## Spielerkarriere
Thomas Reis spielte als Jugendspieler für seinen Heimatverein FC Wertheim-Eichel, den VfB Stuttgart (mit dem er 1989/90 ins Finale der B-Jugendmeisterschaft kam und das Stuttgarter Tor bei der 1:2-Niederlage gegen den 1. FC Köln schoss) und Eintracht Frankfurt. In der Saison 1992/93 stand er erstmals im Profikader der Eintracht und gab sein Bundesligadebüt am 4. Oktober 1992 gegen den VfB Stuttgart (4:0), als er in der 83. Minute für Axel Kruse eingewechselt wurde. In dieser Zeit (von 1993 bis 1995) spielte er auch für die deutsche U-21-Nationalmannschaft. Er konnte sich allerdings keinen Stammplatz in Frankfurt erkämpfen. Nach sechzehn Bundesliga-Einsätzen in drei Jahren wechselte er 1995 zum Zweitligisten VfL Bochum.
Gleich in seiner ersten Saison im Ruhrgebiet stieg er mit dem VfL in die Bundesliga auf, woran Reis mit 31 Einsätzen seinen Anteil hatte. Im darauffolgenden Jahr sprang ein fünfter Tabellenplatz in der ersten Liga heraus. Reis verpasste in dieser Spielzeit keine Partie. Bochum vermochte sich indes nicht in den oberen Tabellenregionen festzusetzen und stieg 1999 und 2001 mit Thomas Reis als Spieler in die 2. Liga ab. 2000 und 2002 konnte er jeweils den Wiederaufstieg feiern. Nach einem weiteren Bundesligajahr in Bochum verließ er den Verein nach der Saison 2002/03 und ging zum Süd-Regionalligisten FC Augsburg.
Mit den Schwaben verpasste er erst am letzten Spieltag den Aufstieg (4. Platz in der Endtabelle) und wechselte nach 27 Einsätzen (drei Tore) zu Eintracht Trier und damit zurück in die 2. Bundesliga. Am Ende stand der unglückliche Abstieg in die Drittklassigkeit. Trier hatte eine um ein Tor schlechtere Tordifferenz als der FC Energie Cottbus auf dem rettenden 14. Platz und befand sich zuvor auch erst einmal auf einem Abstiegsplatz.
Zur Saison 2005/06 ging er in die Oberliga Baden-Württemberg zum SV Waldhof Mannheim, wo er allerdings nur auf vier Einsätze mit einem Torerfolg kam.

## Trainerkarriere
Von Februar 2009 bis Februar 2012 war Reis in der Nachwuchsabteilung des VfL Bochum tätig, zunächst als Scout, später als Trainer und Assistent der Leitung der Nachwuchsabteilung. Von Februar 2012 bis zum 9. April 2013 war er Co-Trainer der Bochumer Profimannschaft unter Karsten Neitzel. Nachdem er anschließend das Traineramt bei der U-19-Mannschaft und im Januar 2014 die U-23-Mannschaft übernommen hatte, war er seit Januar 2015 wieder Co-Trainer der ersten Mannschaft. Am 30. März 2015 erhielt Thomas Reis als einer von 24 Teilnehmern die Fußball-Lehrer-Lizenz des DFB.
Am 6. September 2019 übernahm Reis als neuer Cheftrainer und in Nachfolge von Robin Dutt die Zweitligamannschaft des VfL Bochum, die zu diesem Zeitpunkt nach fünf Spieltagen mit 2 Punkten auf dem vorletzten Tabellenplatz stand.
Im Februar 2021 verlängerte der VfL Bochum den Kontrakt von Reis aufgrund des anhaltenden sportlichen Erfolges vorzeitig bis 2023. In der Saison 2020/21 führte Reis den VfL Bochum zur Zweitligameisterschaft und damit nach elf Jahren Zweitklassigkeit zum Aufstieg in die Bundesliga. In der Bundesliga 2021/22 hielt Bochum mit 42 Punkten und Tabellenplatz 13 souverän die Klasse. Unter anderem gewann man 4:2 gegen Bayern München und 4:3 gegen Borussia Dortmund. In der Saison 2022/23 verlor die Mannschaft jedoch die ersten sechs Spiele (darunter ein 0:7 gegen den FC Bayern und eine Derbyniederlage mit 1:3 gegen den FC Schalke 04) und hatte eine Tordifferenz von −14, womit man den 1. FSV Mainz 05 (2020/21 sechs Niederlagen, −13 Tore) beim Negativrekord um den schlechtesten Saisonstart der Bundesligageschichte ablöste. Daraufhin wurde Reis im September 2022 nach dreijähriger Amtszeit freigestellt.
Ende Oktober 2022 übernahm Reis den Ligakonkurrenten FC Schalke 04 als Nachfolger von Frank Kramer. Die Schalker hatten nach dem 11. Spieltag 6 Punkte auf dem Konto und die Bochumer als Tabellenletzter abgelöst. Unter Reis verbesserten sich die Leistungen der Gelsenkirchener deutlich, in der Rückrundentabelle wurde Schalke Achter. Trotzdem stieg Schalke am Saisonende mit 31 Punkten als Tabellenvorletzter in die 2. Bundesliga ab. Als Schalke nach dem 7. Spieltag der Saison 2023/24 mit 7 Punkten auf dem 16. Platz stand, wurde Reis freigestellt.
Zur Saison 2024/25 wurde er als Nachfolger von Markus Gisdol Cheftrainer beim türkischen Erstligisten Samsunspor. Gleich in seiner ersten Saison qualifizierte sich Samsunspor überraschend für die Playoffs der UEFA Europa League.

## Erfolge
- Meister der 2. Bundesliga und Aufstieg in die Bundesliga: 2021